# Đặng Trọng Quân
Đặng Trọng Quân (sinh tháng 6 năm 1961) là một sĩ quan cao cấp trong Quân đội nhân dân Việt Nam, hàm Trung tướng, nguyên là Chánh Thanh tra Bộ Quốc phòng Việt Nam. Ông nguyên là Phó Tư lệnh Quân khu 4 kiêm Tham mưu trưởng Quân khu 4, nguyên là Ủy viên ban Thường vụ Tỉnh ủy, Chỉ huy trưởng Bộ chỉ huy quân sự tỉnh Thanh Hóa.

## Thân thế và binh nghiệp
Ông sinh năm 1961 quê ở thị trấn Nưa, Triệu Sơn, Thanh Hóa.
Năm 1979, ông học Trường Sĩ quan Lục quân 1. Tốt nghiệp ra trường về công tác tại e816, Đặc khu Quảng Ninh.
Sau đó về công tác tại Trung đoàn 2, Sư đoàn 8, Quân khu 9.
Ông có một thời gian làm giáo viên chiến thuật tại Trường Sĩ quan Lục quân 1.
Sau khi học xong lớp đào tạo cán bộ Trung đoàn tại Học viện Lục quân ông về Bộ chỉ huy quân sự tỉnh Thanh Hóa công tác.
Trước năm 2010, ông là Phó Chỉ huy trưởng kiêm Tham mưu trưởng Bộ chỉ huy quân sự tỉnh Thanh Hóa.
Tháng 8 năm 2010, ông giữ chức Ủy viên ban Thường vụ Tỉnh ủy, Chỉ huy trưởng Bộ chỉ huy quân sự tỉnh Thanh Hóa.
Tháng 4 năm 2014, ông được bổ nhiệm giữ chức Phó Tư lệnh Quân khu 4 đồng thời được thăng quân hàm Thiếu tướng (2014)
Tháng 11 năm 2014, ông chuyển sang giữ chức Phó Tư lệnh Quân khu 4 kiêm Tham mưu trưởng Quân khu 4
Tháng 9 năm 2018, ông được bổ nhiệm giữ chức Chánh Thanh tra Bộ Quốc phòng Việt Nam . Đồng thời, ông cũng là Ủy viên Kiêm chức Ủy ban Kiểm tra Quân ủy Trung ương.
Tháng 3 năm 2019, ông được thăng quân hàm Trung tướng.
Tháng 7/2021, ông nghỉ chế độ chờ hưu.